# 島根県の資格者配置路線
島根県の資格者配置路線（しまねけんのしかくしゃはいちろせん）とは、交通誘導警備業務に関し、道路又は交通の状況により、島根県公安委員会が道路における危険を防止するため必要と認める路線である。当該路線で交通誘導警備業務を実施するにあたっては、交通誘導警備業務を実施する場所ごとに、交通誘導警備業務1級検定又は2級検定の合格証明書の交付を受けた警備員を1名以上配置しなければならない。

## 告示・施行
- 2006年12月22日：告示　　島根県公安委員会告示第131号
- 2007年7月2日：施行
- 2013年4月1日:改正・施行

## 路線一覧
|   | 路線名                       | 区間                                                     |
| - | ---------------------------- | -------------------------------------------------------- |
| 1 | 国道9号                      | 島根県の全域                                             |
| 2 | 国道54号                     | 島根県の全域                                             |
| 3 | 国道191号                    | 島根県の全域                                             |
| 4 | 国道431号                    | 島根県の全域                                             |
| 5 | 国道485号                    | 松江市の全域                                             |
| 6 | 島根県道21号松江島根線       | 松江市西津田１丁目360番15地先から同市菅田町166番地先まで |
| 7 | 島根県道37号松江鹿島美保関線 | 松江市袖師町３番地先から同市鹿島町恵雲509番１地先まで    |